# Собор Святой Ядвиги
Собо́р Свято́й Ядви́ги (нем. Sankt-Hedwigs-Kathedrale) — католический храм в Берлине. Является кафедральным собором Архиепархии Берлина
Собор стал первой после протестантской Реформации католической церковью в Пруссии, построенной в XVIII веке по разрешению короля Фридриха II Великого.
Намерением Фридриха было предложить многочисленным католическим иммигрантам, прибывшим в Берлин, особенно из Верхней Силезии, место для поклонения. Поэтому церковь была посвящена покровителю Силезии и Бранденбурга, Святой Ядвиге Силезской. Здание было спроектировано Георгом Венцеслаусом фон Кнобельсдорфом по образцу Пантеона в Риме, и строительство началось в 1747 году, будучи вскоре прерываемым и задерживаемым несколько раз по причине экономии. Он не был открыт до 1 ноября 1773, когда друг короля, Игнацы Красицкий, будучи варминским епископом (впоследствии архиепископ Гнезно), председательствовал на открытии собора.
После погромов Хрустальной ночи, которые произошли в ночь с 9 на 10 ноября 1938 года Бернхард Лихтенберг, каноник собора Святой Ядвиги с 1931 года, публично молился за евреев в вечерней молитве. Впоследствии Лихтенберг был арестован нацистами и скончался по дороге в концлагерь Дахау. В 1965 году останки Лихтенберга были переданы в крипту в соборе Святой Ядвиги.
Собор полностью сгорел в 1943 году во время воздушных налетов на Берлин и находился на реконструкции с 1952 по 1963 годы.

## Захоронения
- Конрад фон Прейзинг
- Альфред Бенгш, в крипте
- Лоренц Адлон, на старом кладбище собора
- Бернхард Лихтенберг, в крипте